# Ключ 189
Ключ 189 (иер. 高) со значением «высокий», 189 по порядку из 214 традиционного списка иероглифических ключей, используемых при написании иероглифов. Записывается 10 штрихами.
В словаре Канси под этим ключом содержится 34 иероглифа (из 49 030).

Вид ключа в Цзягувэнь
Вид ключа в Цзиньвэнь
Вид ключа в большой печати Чжуаньшу
Вид ключа в малой печати Чжуаньшу

## Примеры иероглифов
| Доп. черты | Иероглифы |
| ---------- | --------- |
| 0          | 高 髙     |
| 2          | 䯧        |
| 3          | 䯨        |
| 4          | 䯩 髚     |
| 5          | 髛        |
| 8          | 髜        |
| 9          | 䯪        |
| 12         | 䯫 髝     |
| 13         | 髞        |
| 15         | 䯬        |

- Примечание: Ваш браузер может отображать иероглифы неправильно.